# Odontodoryctes seyrigi
Odontodoryctes seyrigi är en stekelart som beskrevs av Granger 1949. Odontodoryctes seyrigi ingår i släktet Odontodoryctes och familjen bracksteklar. Inga underarter finns listade i Catalogue of Life.